# Francesco Gilardini
Francesco Gilardini (Ovada, 25 marzo 1823 – Ovada, 7 settembre 1890) è stato un politico italiano.

## Biografia
Fu deputato del Regno di Sardegna per tre legislature, eletto nel collegio di Ovada.